# Golowice
Bądzów – wieś w Polsce, położona w województwie dolnośląskim, w powiecie głogowskim, w gminie Jerzmanowa.
Do 2023 r. miejscowość była przysiółkiem wsi Bądzów.
W latach 1975–1998 miejscowość położona była w województwie legnickim.